# 波因特盧庫特 (紐約州)
波因特盧庫特（英語：Point Lookout）是位於美國紐約州拿騷縣的普查規定居民點。

## 人口
根據2020年美國人口普查的數據，波因特盧庫特的面積為0.97平方千米，當中陸地面積為0.70平方千米，而水域面積為0.27平方千米。當地共有人口1527人，而人口密度為每平方千米1,574.23人。